# Риттбергер, Вернер
Ве́рнер Ри́ттбергер (нем. Werner Rittberger; 14 июля 1891 — 12 августа 1975) — немецкий фигурист, выступавший в одиночном катании. Известен как первый исполнитель одноимённого прыжка в 1910 году. Многократный победитель национального чемпионата (1911—1926, 1928). Трижды становился серебряным призёром чемпионатов мира. Двукратный серебряный и бронзовый призёр чемпионата Европы. После Второй мировой войны работал тренером в Крефельде.
Работал также судьёй. В 1956 году на VII зимних Олимпийских играх был главным арбитром на соревнованиях среди мужчин.

## Достижения
| Соревнования            | 1910 | 1911 | 1912 | 1913 | 1920 | 1921 | 1922 | 1923 | 1924 | 1925 | 1926 | 1927 | 1928 |
| ----------------------- | ---- | ---- | ---- | ---- | ---- | ---- | ---- | ---- | ---- | ---- | ---- | ---- | ---- |
| Зимние Олимпийские игры |      |      |      |      |      |      |      |      |      |      |      |      | WD   |
| Чемпионаты мира         | 2    | 2    | 2    | 7    |      |      |      |      |      |      | 4    |      |      |
| Чемпионаты Европы       | 2    | 3    |      |      |      |      | 4    |      | 3    | 2    |      |      |      |
| Чемпионаты Германии     |      | 1    | 1    | 1    | 1    | 1    | 1    | 1    | 1    | 1    | 1    | 2    | 1    |

- WD — снялся с соревнований.